# Hermann Hankel
Hermann Hankel (Halle an der Saale, 14 de fevereiro de 1839 — Schramberg, 29 de agosto de 1873) foi um matemático alemão.

## Obras
- Die Euler'schen Integrale bei unbeschränkter Variabilität des Argumentes Habilitations-Dissertation, in Commission bei Leopold Voss, Leipzig 1863
- Ein Beitrag zur Beurteilung der Naturwissenschaft des griechischen Altertum, Deutsche Vierteljahresschrift Bd.4, 1867, S.120-155
- Hankel Theorie der complexen Zahlensysteme (Vorlesungen über die komplexen Zahlen und ihre Funktionen, 1. Teil), Leopold Voss, Leipzig, 1867
- Die Entwickelung der Mathematik in den letzten Jahrhunderte. L. Fr. Fues'sche Sortimentsbuchhandlung, Tübingen, 1869
- Die Zylinderfunktionen erster und zweiter Art, Mathematische Annalen, 1869, S.467, online hier:
- Untersuchungen über die unendlich oft oscillierenden und unstetigen Functionen. Tübingen 1870
- Zur Geschichte der Mathematik in Alterthum und Mittelalter. Teubner, Leipzig 1874.
- Axel Harnack (Ed): Die Elemente der Projektivischen Geometrie in synthetischer Behandlung. Vorlesungen, B. G. Teubner, Leipzig 1875
- Artikel Gravitation, Grenze, Lagranges Lehrsatz (Gleichungstheorie) in Ersch, Gruber (Hrsg.) "Allgemeine Enzyklopädie der Wissenschaften und Künste", 1818 ff online hier:Artikel Gravitation